# Мура (приток Дравы)
Му́ра (на тер. Словении, Боснии и Герцеговины, Венгрии; словен. , хорв. и венг. Mura) / Мур (на тер. Австрии; нем. Mur) — река в Центральной Европе, приток реки Драва (бассейн Дуная). Длина — 434 км.
Исток Муры находится в Восточных Альпах, на высоте 1898 метров над уровнем моря. Бо́льшую часть своего течения — 295 км — Мура протекает по территории Австрии (федеральная земля Штирия), затем, отделяя регион Прекмурье, — по Словении и уже в нижнем течении образует границу между Хорватией и Венгрией. В Драву Мура впадает у хорватского села Леград в жупании Копривничко-Крижевачка. Крупнейший город на берегах Муры — Грац.

## Галерея
- Мура в Словении
- Мура в Австрии
- Плавучая водяная мельница, Мурско-Средишче в Хорватии (реплика)